# Camas, Washington
Camas är en ort i Clark County i delstaten Washington, USA.